# Кубок Андорри з футболу 2024
Кубок Андорри з футболу 2024 — 32-й розіграш кубкового футбольного турніру в Андоррі. Титул здобув клуб Уніо Еспортива.

## Календар
| Раунд        | Дата               | Матчі | Клуби  |
| ------------ | ------------------ | ----- | ------ |
| Перший раунд | 14 січня 2024      | 3     | 11 → 8 |
| 1/4 фіналу   | 16–17 березня 2024 | 4     | 8 → 4  |
| 1/2 фіналу   | 24–25 квітня 2024  | 2     | 4 → 2  |
| Фінал        | 26 травня 2024     | 1     | 2 → 1  |

## Перший раунд
| Команда 1       | Рахунок      | Команда 2       |
| --------------- | ------------ | --------------- |
| 14 січня 2024   |              |                 |
| Есперанса       | 1–2          | Атлетік Америка |
| Пенья Енкарнада | 2–2 пен. 4–3 | Санта-Колома    |
| Каррой          | 2–3          | Уніо Еспортива  |

## 1/4 фіналу
| Команда 1       | Рахунок      | Команда 2         |
| --------------- | ------------ | ----------------- |
| 16 березня 2024 |              |                   |
| Ордіно          | 1–1 пен. 3–4 | Пас-де-ла-Каза    |
| 17 березня 2024 |              |                   |
| Уніо Еспортива  | 1–0          | Пенья Енкарнада   |
| Інтер           | 1–0          | Атлетік Америка   |
| Ранжерс (2)     | 0–4          | Атлетік Ескальдес |

## 1/2 фіналу
| Команда 1         | Рахунок      | Команда 2      |
| ----------------- | ------------ | -------------- |
| 24 квітня 2024    |              |                |
| Інтер             | 3–3 пен. 3–4 | Пас-де-ла-Каза |
| 25 квітня 2024    |              |                |
| Атлетік Ескальдес | 0–1          | Уніо Еспортива |

## Фінал
| Команда 1      | Рахунок | Команда 2      |
| -------------- | ------- | -------------- |
| 26 травня 2024 |         |                |
| Пас-де-ла-Каза | 0–1 дч  | Уніо Еспортива |